# Lucas Neefs
Lucas Neefs is een personage uit de Vlaamse politieserie Zone Stad en wordt gespeeld door Werner De Smedt.

## Seizoen 4
Lucas is hoofd van het forensisch labo van Zone Stad. Hij is al jaren getrouwd met wetsdokter Kathy, maar van hun relatie blijft nauwelijks nog wat over. Wanneer blijkt dat Kathy en Tom een affaire hebben, heeft hij daar bovendien ook niets op tegen.
Lucas blijkt een oude kennis te zijn van de nieuwe inspecteur Fien Bosvoorde, en is bovendien opvallend blij haar nog eens terug te zien. Uiteindelijk belanden de twee samen in bed.
De twee zoontjes van Lucas en Kathy worden ontvoerd. Gelukkig loopt alles goed af. Lucas en Kathy beseffen plots weer hoe hard ze elkaar nodig hebben, en breken respectievelijk met Fien en Tom.

## Seizoen 5
Lucas vertrekt naar Amerika om zich meer te kunnen specialiseren op forensisch gebied. Tijdens zijn verblijf in Amerika groeien Kathy en Tom steeds meer naar elkaar toe, Kathy vraagt zelfs de scheiding aan. Wanneer Lucas weer thuis komt krijgt hij dit te horen van Kathy en hij is woedend. Hij weigert Kathy nog om haar kinderen te zien en hij kan niet meer normaal met Tom samenwerken. Uiteindelijk besluit hij toch mee te werken met de scheiding en laat hij Kathy haar kinderen weer zien. Het huwelijk tussen Kathy en Tom gaat op het laatste moment echter niet door, hierna vertrekt Kathy. De samenwerking tussen Tom en Lucas gaat het nog steeds heel moeizaam

## Seizoen 6
Na het vertrek van Dani Wauters is Lucas gepromoveerd tot commissaris. De job blijkt het tegenovergestelde van wat hij zich had voorgesteld. Hij heeft haast geen vat op zijn team en ontsnapt tijdens zijn eerste werkweek twee keer op het nippertje aan de dood.
Lucas zoekt opnieuw toenadering tot zijn ex-vrouw Kathy, nadat Tom haar heeft laten zitten. Zij ziet een verzoening echter niet meer zitten.

## Seizoen 7
De vreugde straalt van Lucas' gezicht af sinds Tom zijn ontslag heeft genomen. Wanneer Tom uiteindelijk wil terugkeren, verplicht adjunct-korpschef Dani hem dit te aanvaarden. Lucas ontdekt al snel dat Tom een privé-onderzoek voert en gaat op zoek naar harde bewijzen om hem alsnog te kunnen buitenwerken. Intussen zet hij Tom ook een hak door zijn vriendin Inez Vermeulen in te pikken. De spanningen tussen Tom en Lucas lopen bijzonder hoog op. Ook Dani merkt de spanningen binnen het team van Lucas op en besluit zelf tijdelijk de leiding op zich te nemen, waardoor Lucas naar de werkvloer wordt verbannen.
Intussen raakt Lucas ook persoonlijk betrokken in een zaak rond een vermoorde drugskoerier Jacques 'Jacky' Blommaert. Hij, diens broer en Lucas waren tijdens hun jeugd beste vrienden. Lucas dealde destijds grote hoeveelheden marihuana. Toen hij tijdens een razzia dreigde betrapt te worden, nam Jacky snel de drugs bij zich, om Lucas' hoge studies te vrijwaren. Jacky belandde hierdoor een tijdje in de gevangenis. Uiteindelijk blijkt wel dat Lucas niets met de moord te maken heeft. Meer zelfs, hij wordt zelf bijna vermoord door de ware dader.
Op het einde van het seizoen kiest Inez weer voor Tom. Lucas zint op wraak en komt in contact met Seppe van de Alva-clan, die zich wil wreken op Tom. Lucas gooit het met hem op een akkoordje en wil hem helpen om Tom te vermoorden. Zijn plan loopt uit de hand wanneer blijkt dat Seppe en zijn kompanen Fien ontvoerd hebben en ze Lucas beginnen te chanteren. Lucas beseft dat hij geen kant meer op kan en vermoordt bendeleden Seppe en Ricco vlak voordat de politie hen te pakken krijgt. Nadien wil hij ook de op dat moment bewusteloze Tom doodschieten. Hij haalt de trekker over en schiet, maar er zit geen kogel in - hij probeert het nog eens, maar net dan komen de hulpdiensten ter plaatse en moet Lucas zijn actie staken.

## Seizoen 8
Lucas voelt zich bijzonder schuldig om de dood van Fien Bosvoorde. Zijn overste Dani Wauters merkt dat hij zich niet goed voelt en verwijst hem door naar Inge Daems, de vaste psychologe van het korps. Hij wordt echter verwelkomd door Veerle Goderis, een vrouw die beweert dat ze Daems vervangt, omdat die voor een tijdje naar een buitenlands congres is.
Intussen wordt de grond hem zeer heet onder de voeten, wanneer blijkt dat Jimmy N'Tongo er is achter gekomen dat hij wou samenwerken met de Alva-bende om Tom Segers te vermoorden. Jimmy geeft Lucas 24 uur de tijd om zichzelf te gaan aangeven, zo niet zal hij hem verlinken. De volgende dag wordt het levenloze lichaam van Jimmy aangetroffen met een kogel door het hoofd. 
Later ontdekt Tom dat er een link bestaat tussen de dood van Kathy, en de dood van Jimmy. Veerle heeft sluwe plannen, en Lucas vreest dat alles zal uitlekken. Ondertussen heeft Tom ingebroken in Lucas' appartement, en de bewuste smartphone met de spraakopname gevonden. Ook Esther weet ervan, en gaat hiermee naar Lucas. Lucas beslist om alles op te biechten. Wanneer Tom verdwenen is, ontvangt hij een sms van Veerle over Tom. Hij beseft wat voor gevolgen de sluwe plannen van Veerle hebben, en doet alles wat hij kan om Tom te redden, vóór de trein eraan komt.